# 阿曼西奥·奥尔特加
阿曼西奥·奥尔特加·高纳（西班牙語：Amancio Ortega Gaona，1936年3月28日—），西班牙首富，西班牙服装业巨擘，全球富豪排行榜中曾榮登世界第三富及欧洲首富，Zara與印地紡集團（Inditex）创始人及现任大股东。
1966年，與羅莎莉雅·梅拉結婚。兩人在自家公寓製作女性服裝出售。1975年，他們兩人開了第一間店舖，名為Zara。
2015年，富比士雜誌以700億美元評為世界第二富豪，僅次於比爾·蓋茲的876億。阿曼西奥·奥尔特加在《福布斯》2019年億萬富翁排行榜中名列第6位，資產達到627億美元。2020年4月，《富比士》公佈的全球富豪榜，阿曼西奥·奥尔特加·高纳以淨資產551億美元，排名第6名。